# Brygidów
Brygidów [pronunciación en polaco: /brɨˈɡiduf/] es un pueblo ubicado en el distrito administrativo de Gmina Krasocin, dentro del Condado de Włoszczowa, Voivodato de Świętokrzyskie, en el sur de Polonia central. Se encuentra aproximadamente a 5 kilómetros al norte de Krasocin, a 14 kilómetros al noreste de Włoszczowa, y a 36 kilómetros al oeste de la capital regional Kielce.
El pueblo tiene una población de 221 habitantes.